# Lijst van voetbalinterlands Grenada - Trinidad en Tobago
Deze lijst van voetbalinterlands is een overzicht van alle officiële voetbalwedstrijden tussen de nationale teams van Grenada en Trinidad en Tobago. De landen speelden tot op heden 24 keer tegen elkaar. De eerste ontmoeting, een vriendschappelijke wedstrijd, werd gespeeld in Saint George's op 30 juli 1978. Het laatste duel, een kwalificatiewedstrijd voor het Wereldkampioenschap voetbal 2026, vond plaats op 5 juni 2024 in Port of Spain.

## Wedstrijden
| №  | Plaats         | Datum             | Competitie                      | Wedstrijd                    | Uitslag |
| -- | -------------- | ----------------- | ------------------------------- | ---------------------------- | ------- |
| 1  | Saint George's | 30 juli 1978      | Vriendschappelijk               | Grenada – Trinidad en Tobago | 1 – 1   |
| 2  | Saint George's | 22 juli 1979      | Vriendschappelijk               | Grenada – Trinidad en Tobago | 0 – 1   |
| 3  | San Fernando   | 4 augustus 1979   | Vriendschappelijk               | Trinidad en Tobago – Grenada | 2 – 1   |
| 4  | Arima          | 30 september 1981 | Vriendschappelijk               | Trinidad en Tobago – Grenada | 3 – 1   |
| 5  | San Fernando   | 2 oktober 1981    | Vriendschappelijk               | Trinidad en Tobago – Grenada | 5 – 1   |
| 6  | Saint George's | 26 februari 1985  | Vriendschappelijk               | Grenada – Trinidad en Tobago | 1 – 5   |
| 7  | Saint George's | 6 juni 1989       | Caribbean Cup 1989 kwalificatie | Grenada – Trinidad en Tobago | 1 – 0   |
| 8  | Bridgetown     | 9 juli 1989       | Caribbean Cup 1989              | Grenada – Trinidad en Tobago | 1 – 2   |
| 9  | Port of Spain  | 22 juli 1990      | Caribbean Cup 1990              | Trinidad en Tobago – Grenada | 5 – 0   |
| 10 | Saint George's | 15 november 1994  | Vriendschappelijk               | Grenada – Trinidad en Tobago | 1 – 2   |
| 11 | Port of Spain  | 6 april 1997      | Vriendschappelijk               | Trinidad en Tobago – Grenada | 2 – 3   |
| 12 | Port of Spain  | 5 juni 1999       | Caribbean Cup 1999              | Trinidad en Tobago – Grenada | 7 – 0   |
| 13 | Saint George's | 27 januari 2001   | Vriendschappelijk               | Grenada – Trinidad en Tobago | 1 – 2   |
| 14 | Saint George's | 29 januari 2001   | Vriendschappelijk               | Grenada – Trinidad en Tobago | 0 – 2   |
| 15 | Port of Spain  | 10 mei 2001       | Vriendschappelijk               | Trinidad en Tobago – Grenada | 5 – 3   |
| 16 | Saint George's | 11 januari 2002   | Vriendschappelijk               | Grenada – Trinidad en Tobago | 2 – 3   |
| 17 | Marabella      | 26 november 2004  | Caribbean Cup 2005 kwalificatie | Trinidad en Tobago – Grenada | 2 – 0   |
| 18 | Port of Spain  | 27 april 2008     | Vriendschappelijk               | Trinidad en Tobago – Grenada | 2 – 0   |
| 19 | Kingston       | 3 december 2008   | Caribbean Cup 2008              | Trinidad en Tobago – Grenada | 1 – 2   |
| 20 | Fort-de-France | 28 november 2010  | Caribbean Cup 2010              | Grenada – Trinidad en Tobago | 1 – 0   |
| 21 | Saint George's | 19 maart 2016     | Vriendschappelijk               | Grenada – Trinidad en Tobago | 2 – 2   |
| 22 | Saint George's | 29 april 2017     | Vriendschappelijk               | Grenada – Trinidad en Tobago | 2 – 2   |
| 23 | Couva          | 11 november 2017  | Vriendschappelijk               | Grenada – Trinidad en Tobago | 2 – 2   |
| 24 | Port of Spain  | 5 juni 2024       | WK 2026 kwalificatie            | Trinidad en Tobago − Grenada | 2 − 2   |

## Samenvatting
| Competitie                 | Totaal gespeeld | Winst Grenada | Gelijk | Winst Trinidad en T. | Doelsaldo Grenada – Trinidad en T. |
| -------------------------- | --------------- | ------------- | ------ | -------------------- | ---------------------------------- |
| WK-kwalificatie            | 1               | 0             | 1      | 0                    | 2 − 2                              |
| Caribbean Cup              | 5               | 2             | 0      | 3                    | 4 − 15                             |
| Caribbean Cup-kwalificatie | 2               | 1             | 0      | 1                    | 1 − 2                              |
| Vriendschappelijk          | 16              | 1             | 4      | 11                   | 21 − 41                            |
| Totaal                     | 24              | 4             | 5      | 15                   | 28 − 60                            |

Wedstrijden bepaald door strafschoppen worden, in lijn met de FIFA, als een gelijkspel gerekend.
GFA · A-internationals · Bondscoaches · Statistieken · Grenediaans vrouwenelftal · Olympisch elftal
1978 – 1989 · 
1990 – 1999 · 
2000 – 2009 · 
2010 – 2019 ·
2020 − 2029
CGC 2009 · 
CGC 2011 ·
CGC 2021
Amerikaanse Maagdeneilanden ·
Andorra ·
Anguilla ·
Antigua en Barbuda ·
Aruba ·
Barbados ·
Belize ·
Bermuda ·
Britse Maagdeneilanden ·
Costa Rica ·
Cuba ·
Curaçao ·
Dominica ·
El Salvador ·
Gibraltar ·
Guatemala ·
Guyana ·
Haïti ·
Honduras ·
Jamaica ·
Kaaimaneilanden ·
Montserrat ·
Nederlandse Antillen ·
Noorwegen ·
Panama ·
Puerto Rico ·
Qatar ·
Rusland ·
Saint Kitts en Nevis ·
Saint Lucia ·
Saint Vincent en de Grenadines ·
Suriname ·
Taiwan ·
Trinidad en Tobago ·
Verenigde Staten
TTFF · A-internationals · Bondscoaches · Selecties · Statistieken · Olympisch elftal · Vrouwenelftal van Trinidad en Tobago · Trinidad U21 · Trinidad U19 · Trinidad U17
Gold Cup 1991 · 
Gold Cup 1993 · 
Gold Cup 1996 · 
Gold Cup 1998 · 
Gold Cup 2000 · 
Gold Cup 2002 · 
Gold Cup 2005 · 
Gold Cup 2007 · 
Gold Cup 2009 · 
Gold Cup 2011 · 
Gold Cup 2013
WK 2006
1934 · 
1935 · 
1936 · 
1937 · 
1938 · 
1939 · 
1940 · 
1941 · 
1942 · 
1943 · 
1944 · 
1945 · 
1946 · 
1947 · 
1948 · 
1949 · 
1950 · 
1951 · 
1952 · 
1953 · 
1954 · 
1955 · 
1956 · 
1957 · 
1958 · 
1959 · 
1960 · 
1961 · 
1962 · 
1963 · 
1964 · 
1965 · 
1966 · 
1967 · 
1968 · 
1969 · 
1970 · 
1971 · 
1972 · 
1973 · 
1974 · 
1975 · 
1976 · 
1977 · 
1978 · 
1979 · 
1980 · 
1981 · 
1982 · 
1983 · 
1984 · 
1985 · 
1986 · 
1987 · 
1988 · 
1989 · 
1990 · 
1991 · 
1992 · 
1993 · 
1994 · 
1995 · 
1996 · 
1997 · 
1998 · 
1999 · 
2000 · 
2001 · 
2002 · 
2003 · 
2004 · 
2005 · 
2006 · 
2007 · 
2008 · 
2009 · 
2010 · 
2011 · 
2012 · 
2013 · 
2014 ·
2015 ·
2016 ·
2017 ·
2018 ·
2019 ·
2020 ·
2021 ·
2022
Anguilla · 
Antigua en Barbuda ·
Argentinië ·
Azerbeidzjan · 
Bahama's ·
Bahrein · 
Barbados · 
Belize · 
Bermuda · 
Bolivia ·
Botswana · 
Britse Maagdeneilanden · 
Canada · 
Chili · 
China · 
Colombia · 
Costa Rica · 
Cuba · 
Curaçao · 
Dominicaanse Republiek ·
Ecuador ·
Egypte ·
El Salvador ·
Engeland ·
Estland ·
Finland ·
Grenada ·
Guatemala ·
Guyana ·
Haïti ·
Honduras ·
Ierland ·
IJsland ·
India ·
Irak ·
Iran ·
Jamaica ·
Japan ·
Jordanië ·
Kaaimaneilanden · 
Kenia · 
Koeweit ·
Marokko ·
Mexico ·
Montserrat ·
Nederlandse Antillen ·
Nicaragua ·
Nieuw-Zeeland ·
Noord-Ierland ·
Noorwegen · 
Oostenrijk · 
Panama ·
Paraguay ·
Peru ·
Puerto Rico ·
Roemenië ·
Saint Kitts en Nevis ·
Saint Lucia ·
Saint Vincent en de Grenadines ·
Saoedi-Arabië · 
Schotland ·
Slovenië ·
Suriname ·
Tadzjikistan ·
Taiwan ·
Thailand ·
Tsjechië · 
Uruguay · 
Venezuela · 
Verenigde Arabische Emiraten ·
Verenigde Staten ·
Wales · 
Zuid-Afrika ·
Zuid-Korea ·
Zweden
Engeland (2006) · 
Paraguay (2006) · 
Zweden (2006)